# 田島毓堂
田島 毓堂（たじま いくどう、1940年5月5日 - ）は、日本の国語学者、名古屋大学名誉教授。

## 略歴
中国・北京市生まれ。1968年名古屋大学大学院文学研究科国語学単位取得満期退学、1973年「正法眼蔵の国語学的研究」で名古屋大学文学博士。東海学園女子短期大学講師、助教授、教授を経て、1978年名古屋大学文学部助教授、1987年教授となり、2004年定年退官、名誉教授、愛知学院大学教授を務め、2013年退職。2003年8月から、社会福祉法人ラ・エール理事長。同9月から、語彙研究会代表。桂芳院住職。

## 著書
- 『正法眼蔵の国語学的研究』笠間叢書 笠間書院 1977
- 『比較語彙研究序説』笠間書院 1999
- 『法華経為字和訓の研究』風間書房 1999
- 『磨言 芳冊』右文書院 2004
- 『磨言 淳冊』右文書院 2005
- 『磨言 敦冊』右文書院 2006
- 『磨言 志冊』右文書院 2016
- 『磨言 則冊』右文書院 2017

### 共編
- 『正法眼蔵の国語学的研究 資料篇』編 笠間叢書 笠間書院 1978
- 『日本語尾音索引 現代語篇』丹羽一弥共編 笠間書院(笠間索引叢刊) 1978
- 『日本語尾音索引 古語篇』丹羽一弥共編. 笠間書院(笠間索引叢刊) 1979
- 『正法眼蔵随聞記語彙総索引』近藤洋子共編 法蔵館 1981
- 『栄花物語語句索引 付属語篇並に語構成別綴字逆配列語彙』松村博司,進藤義治共編 名古屋大学出版会 1986
- 『日本語尾音索引』丹羽一弥共編 笠間書院 1987
- 『日本語論究』全7巻 丹羽一弥共編 和泉書院 1992-2003
- 『源氏物語絵巻詞書総索引』編 古典籍索引叢書 古典研究会 1994
- 『道元思想大系 18 思想篇 第12巻 道元の著作と文学・語学』見理文周共責任編集 同朋舎出版 1995
- 『比較語彙研究の試み』11-15 語彙研究会叢書 2004-2006
- 『語彙研究の課題』編 和泉書院 2004
- 『日本語の連用形名詞』編 語彙研究会叢書 2007
- 『近代日中学術用語の生成及び変遷』編 語彙研究会叢書 2007
- 『明治期における漢語「郵便」の意味変化』編 語彙研究会叢書 2010
- 『日本語学最前線』編 和泉書院 2010

## 論文
- <田島毓堂